# إبراهيم محمد الحسون
إبراهيم محمد الحسون آل ابوعليان العنقري التميمي (1911- 10 يناير 2005)، مؤرخ وكاتب سعودي، وأحد الذين عاصروا فترة دخول الحجاز تحت الحكم السعودي، ألّف كتابًا في 4 مجلدات بعنوان (خواطر وذكريات) تناول سيرة حياته وفصول مهمة من تاريخ المملكة العربية السعودية، نموها وأبرز شخصياتها التاريخية، خصوصًا وأنه عاصر عهد الملك عبد العزيز ومن بعده أبناؤه، ويُعد مؤلفه أول مرجع يصف الحياة في الجزء الشمالي الشرقي من السعودية، وسبق أن تحدث الملك سلمان بن عبد العزيز عن هذا الكتاب في أكثر من مناسبة، وقد شهد الحسون الحدث الاقتصادي الأبرز في تاريخ المملكة، إذ ألقى كلمة أمام الملك عبد العزيز آل سعود أثناء الاحتفال بأول شحنة من النفط السعودي، كما سبق له العمل سكرتيرًا لقائم مقام جدة إبراهيم بن معمر، وذكرت له ترجمة في (قاموس الأدب والأدباء في المملكة العربية السعودية)، وقبل وفاته تبرع بمكتبته الخاصة لمركز ابن صالح الثقافي في مسقط رأسه عنيزة، وتُعد مكتبته الآن من أهم مكتبات عنيزة وأكثرها ثراءً، وتوفي في عرعر عام 2005.

## حياته
ولد في عنيزة عام 1911، وفيها تعلم وتلقى أول تعليمه في الكتاتيب، قبل أن يلتحق بالمدرسة الرُشدية في جدة، ثم انتقل للدراسة في مدرسة الفلاح، وتخرج فيها بشهادة الثانوية عام 1933، وعمل بعدها سكرتيرًا لقائم مقام جدة إبراهيم بن معمر، ثم عمل في جمرك الخبر عام 1938، وأصبح مديرًا لجمرك منطقة أم رضمة الواقعة على حدود العراق، وتدرج بالمناصب الجمركية حتى صار رئيسًا لمالية عرعر وجمركها عام 1978، وبعد تقاعده استقر في جدة، وكان يتنقل ما بين جدة وعرعر حيث تقيم ابنته.

## مؤلفاته
- صدر له كتاب (خواطر وذكريات) عام 2003،[5] موثق بالمعلومات والصور[3] في 4 مجلدات، قدم له عبد العزيز الخويطر،[4] وقد ذكر فيه الدافع إلى الكتابة والتأليف، تقرير عن نسبه وأسرته، ووصف بشكل دقيق بيئة عنيزة التي نشأ فيها، ثم استعرض التاريخ السياسي لمنطقة القصيم وسرد تفاصيل عن حياته وذكرياته، وفصول من تاريخ المملكة وأبرز شخصياتها التاريخية.[2]